# Hong Joon-ho
Đây là một tên người Triều Tiên, họ là Hong.
Hong Joon-ho (tiếng Hàn: 홍준호; sinh ngày 11 tháng 10 năm 1993) là một cầu thủ bóng đá Hàn Quốc thi đấu ở vị trí trung vệ cho Gwangju FC ở K League Classic.

## Sự nghiệp
Anh gia nhập đội bóng tại K League Classic Gwangju FC vào tháng 1 năm 2016.